# Кировский станкостроительный завод
ОАО «Кировский станкостроительный завод» — машиностроительный завод в городе Кирове. Специализируется на выпуске деревообрабатывающего и сопутствующего оборудования. В советское время завод являлся единственным в стране предприятием, производившим заточные станки и оборудование по уходу за деревообрабатывающими станками.

## История
Завод является старейшим машиностроительным предприятием Кировской области. Датой его основания считается 1880 год, когда Вятская мастерская пожарных машин стала самостоятельным предприятием. 
В годы Первой мировой и Великой Отечественной войн завод выпускал малые бомбы, мины, гранаты и другую взрывотехнику. С 1925 года основной специализацией завода стало лесопильное оборудование.